# Principauté épiscopale de Coire
Ne doit pas être confondu avec Diocèse de Coire.
1170–1524/26
Entités précédentes :
- Duché de Souabe

Entités suivantes :
- Ligue de la Maison-Dieu
- Trois Ligues

La principauté épiscopale de Coire (en allemand : Fürstbistum Chur) fut un État du Saint-Empire romain germanique. Les évêques, qui relevaient du duché de Souabe, obtinrent l'immédiateté impériale comme seigneurs temporels  de la principauté épiscopale (Hochstift) vers l'an 1170. Le siège de la principauté et du diocèse était à Coire dans l'actuel canton suisse des Grisons. 
Les frontières de la principauté et du diocèse de Coire ne coïncidaient pas. Dans le périmètre du diocèse fondé vraisemblablement au IVe siècle, suffragant de la province ecclésiastique de Mayence, l'autorité spirituelle de l’évêque s’étendait sur la plupart de l'ancienne province romaine de Raetia prima. 
Les évêques faisaient partie du collège des princes ecclésiastiques à la Diète d'Empire. La ligue de la Maison-Dieu, une alliance armée fondée en 1367, mit de facto un terme à leur pouvoir temporel ; plus tard, l'autorité des évêques était formellement abolie par l'État des Trois Ligues. Néanmoins, lors de la diète à Cologne en 1512, l'évêché de Coire rejoint le cercle d'Autriche. La principauté épiscopale fut officiellement supprimée par le Recès d'Empire en 1803.

## Histoire
On trouve la première mention d'un évêque de Coire dans un acte de 451/452. Le siège épiscopal était au quartier de Hof, en haut de la vieille ville de Coire, le site d'une église à plan basilical. Une seconde cathédrale y fut construite au VIIIe siècle. Au cours de la partition de l'Empire carolingien par le traité de Verdun en 843, le diocèse, à l'origine suffragant de l'archidiocèse de Milan, est attribué à Mayence. Très bientôt, les évêques ont réussi à consolider et étendre leur pouvoir temporel.

### Création

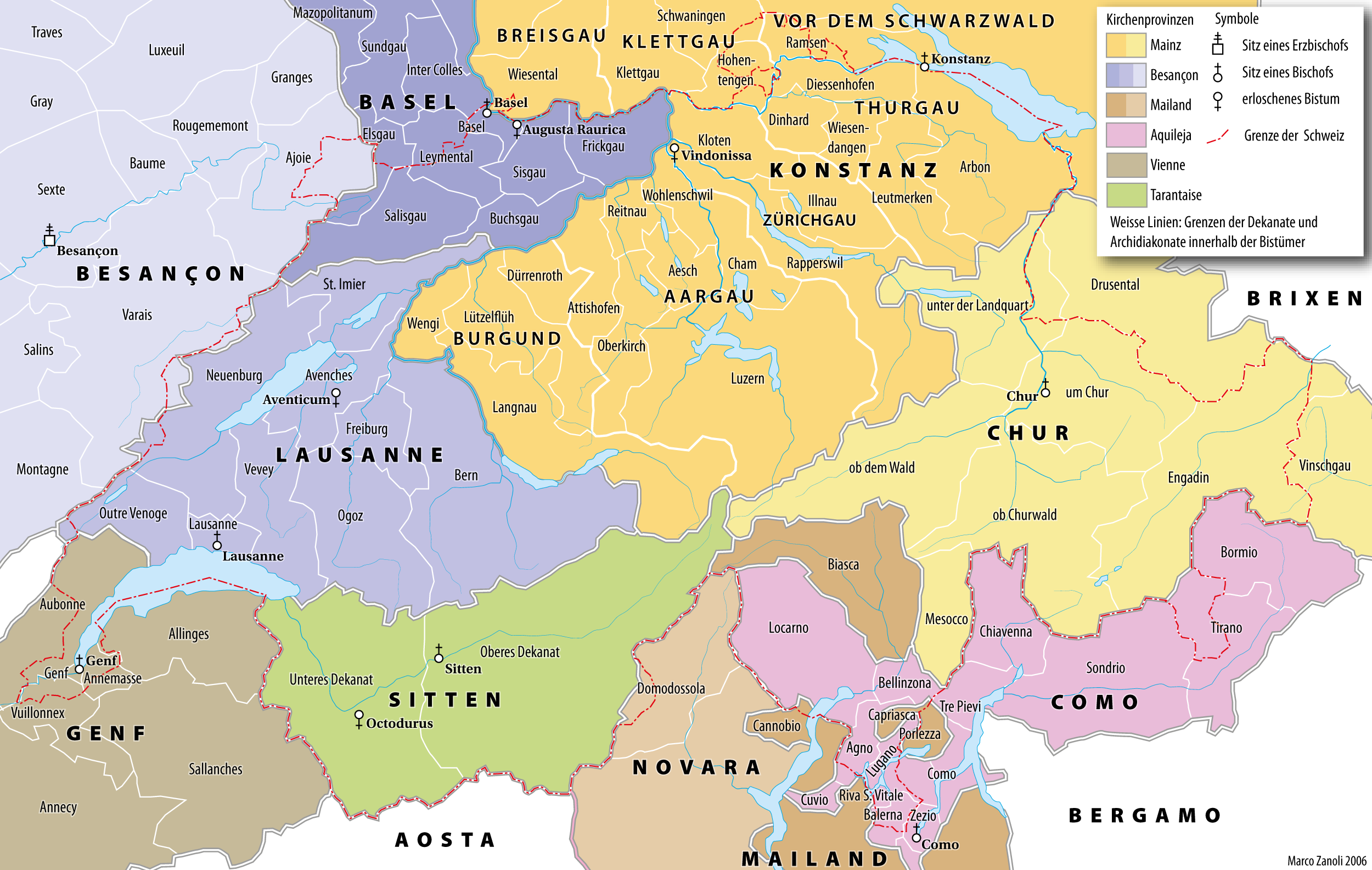
Les diocèses catholiques dans les limites de la Suisse actuelle vers l'an 1300.

La principauté épiscopale est créée dans les conflits qui opposent à la fin du XIIe siècle la papauté à l’Empire : en l'an 1170, l'évêque Egino de Coire, un partisan de l'empereur Frédéric Barberousse et un adversaire du pape Alexandre III, est démis de ses fonctions. En contrepartie du limogeage, l'empereur le nomme prince du Saint-Empire, en transférant le bailliage (Vogtei) de Coire à son fils mineur, le duc Frédéric V de Souabe. Suivant la règle de l'immédiateté impériale, l'évêque de Coire devient Fürstbischof (prince-évêque), un dignitaire ecclésiastique avec le rang de prince et le seigneur d'un État territorial. L'évêché est resté un soutien fidèle et actif de la maison de Hohenstaufen sous les règnes des empereurs Henri VI et Frédéric II.
Les zones contrôlées par les évêques s'étendaient sur une grande partie de l'ancienne Rhétie, comprenant la plupart des Grisons actuelles, Chiavenna et Bormio au sud, ainsi qui le val Venosta à l'est. Ils sont entrés en conflit, avec des familles nobles de Souabe, comme la famille von Sax, les comtes de Montfort, plus tard la maison de Habsbourg, mais aussi avec ses puissants voisins, les ducs de Milan et les comtes de Tyrol. Déjà au XIVe siècle les domaines de Chiavenna et Bormio sont passés à Milan. Le val Venosta était sous la domination du Tyrol, où le Habsbourg archiduc Rodolphe IV d'Autriche gouvernait depuis 1363.

### La ligue de la Maison-Dieu
À la fin du Moyen Âge se forment plusieurs ligues afin de combattre les influences extérieures, plus particulièrement dans la principauté épiscopale : en 1360, le prince-évêque Pierre Gelyto, pour financer sa vie courtoise, avait mis en gage ses possessions aux ducs d'Autriche. Tenant compte de la situation, le 29 janvier 1367 à Coire, ses sujets, d'un commun accord avec le chapitre de chanoines et des ministériels épiscopales, se sont associées pour former la ligue de la Maison-Dieu (Gotteshausbund) contre le pouvoir grandissant de la maison autrichienne de Habsbourg. 

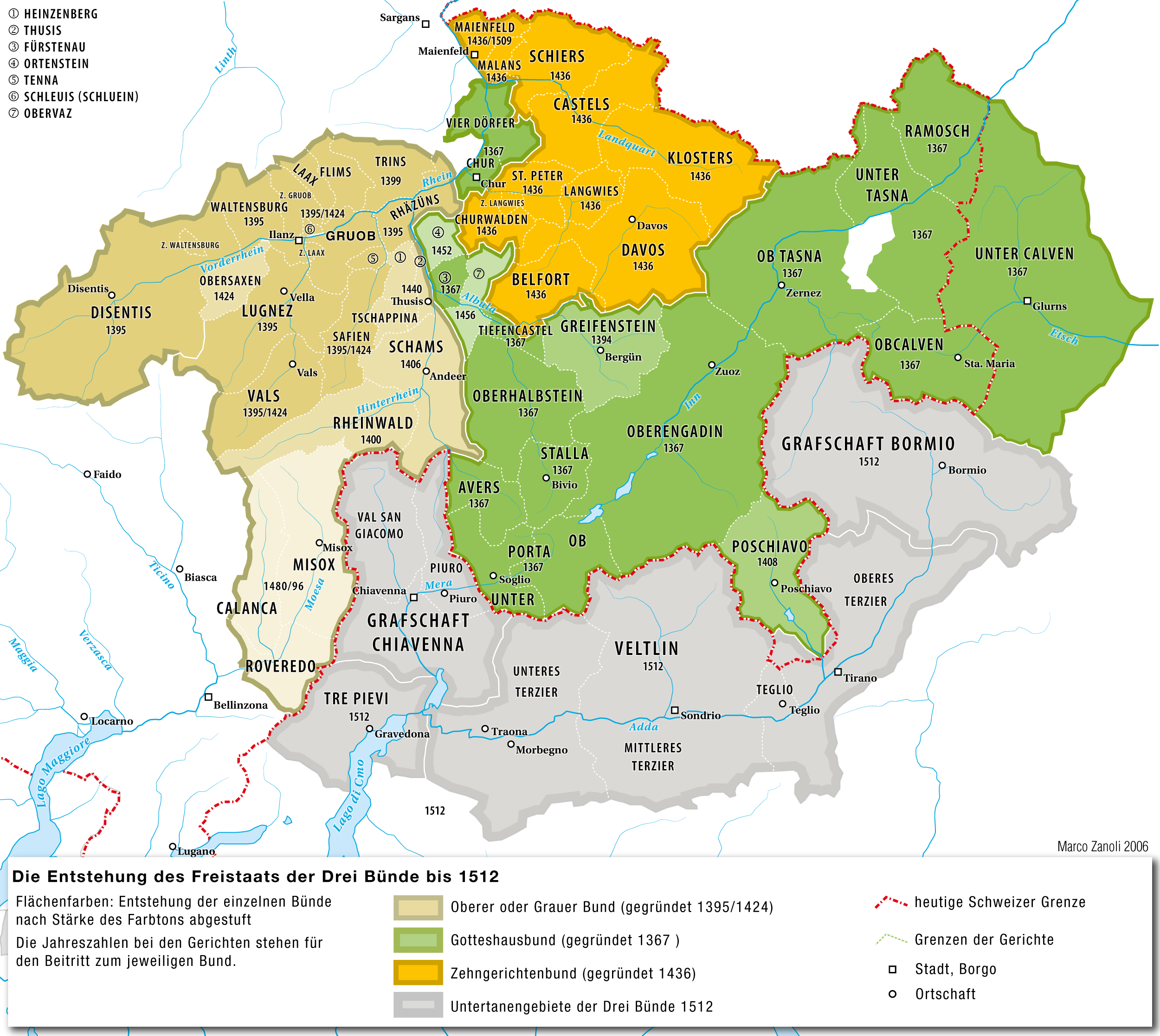
Les territoires des Trois Ligues jusqu'au 1512, la ligue de la Maison-Dieu en vert.

La première étape vers l'actuel canton des Grisons a lieu en 1450 lorsque la Ligue de la Maison-Dieu s'allie à la Ligue des Dix-Juridictions au nord. En 1471, ces deux ligues s'allient avec la Ligue grise à l'ouest pour former l'État libre des Trois Ligues. En 1497, à la suite de l'acquisition des possessions de la dynastie éteinte des Toggenburg par les Habsbourg, les trois ligues s'allient avec l'ancienne Confédération suisse et combattent à ses côtés dans la guerre de Souabe trois ans plus tard. Les Habsbourg sont vaincus aux batailles de Calven et de Dornach en 1499, aidant à la reconnaissance de la confédération suisse et des pays alliées. 
À partir de 1512, l'État des Trois Ligues a contrôlé également les zones adjacentes de Chiavenna, de Bormio et de la Valteline au sud de la crête principale des Alpes. Sa relation avec le Saint-Empire était réglée par un accord (Erbeinung) avec l'empereur Maximilien Ier en 1518. 

### Perte de pouvoir
Pendant la Réforme protestante, par deux règlements de 1524 et de 1526, la séparation entre l'Église et l'État a été appliquée et les droits souverains furent définitivement perdus pour les évêques de Coire. Une diète commune périodique (Bundstag) des Trois Ligues a été établie dans sa fonction d'autorité suprême, siégeant à tour de rôle à Coire, à Ilanz et à Davos. 
Malgré la prise de contrôle de la Ligue sur le territoire épiscopal, les princes-évêques insistaient officiellement sur leur pouvoir temporel comme prince du Saint-Empire, bien que leur souveraineté réelle s'étendît seulement à leur résidence autour de la cathédrale de Coire et du château épiscopal. En 1512, l'évêché rejoint le cercle impérial d'Autriche. Les tensions confessionnelles aussi bien que les revendications de pouvoir des Habsbourg et des évêques alliés menèrent à plusieurs conflits armés, particulièrement pendant la guerre de Trente Ans au XVIIe siècle. L'indépendance politique a été confirmée par les traités de Westphalie en 1648. Néanmoins, les évêques de Coire ont continué à participer à la Diète d'Empire comme membres du banc ecclésiastique du collège des princes (Reichsfürstenrat) jusqu'à la sécularisation de l'évêché par le Recès d'Empire en 1803.
L'État libre des Trois Ligues a duré jusqu'à la fondation de la République helvétique. Le territoire de la Ligue de la Maison-Dieu fut annexée en 1799 pour former une partie du canton de Rhétie.